# Albin Lundin
Albin Eric Lundin, född 15 mars 1996 i Stockholm, är en svensk professionell ishockeyspelare (forward). Hans moderklubb är Sollentuna HC.